# Världens konflikter
Världens konflikter är ett samhällsprogram med Jonas "Steken" Magnusson som programledare. Serien visas på SVT2 på torsdagar kl. 21.30-22.00 och tar upp allvarliga konflikter i historien, såsom Libanon, Uganda och Irland. Världens konflikter började sändas år 2008. Serien vann Kristallen 2010 i kategorin "Årets fakta- och aktualitetsprogram".

## Avsnitt
Första säsongen:
- Del 1. Tjetjenien
- Del 2. Thailand
- Del 3. Darfur
- Del 4. Kongo
- Del 5. Kosovo
- Del 6. Sri Lanka
- Del 7. Somalia
- Del 8. Colombia

Andra säsongen:
- Del 1. Afghanistan
- Del 2. Nordirland
- Del 3. Algeriet
- Del 4. Eritrea
- Del 5. Libanon
- Del 6. Kurdistan
- Del 7. Liberia
- Del 8. Uganda

Tredje säsongen:
- Del 1. Israel-Palestina
- Del 2. Pakistan
- Del 3. Västsahara
- Del 4. Haiti
- Del 5. Zimbabwe
- Del 6. Mexiko

Fjärde säsongen:
- Del 1. Irak
- Del 2. Thailand
- Del 3. Sudan
- Del 4. Filippinerna
- Del 5. Nigeria
- Del 6. Iran

Femte säsongen:
- Del 1. Syrien
- Del 2. Nordkorea
- Del 3. Nigeria
- Del 4. Irak
- Del 5. Ukraina
- Del 6. Colombia